# Wykres sina

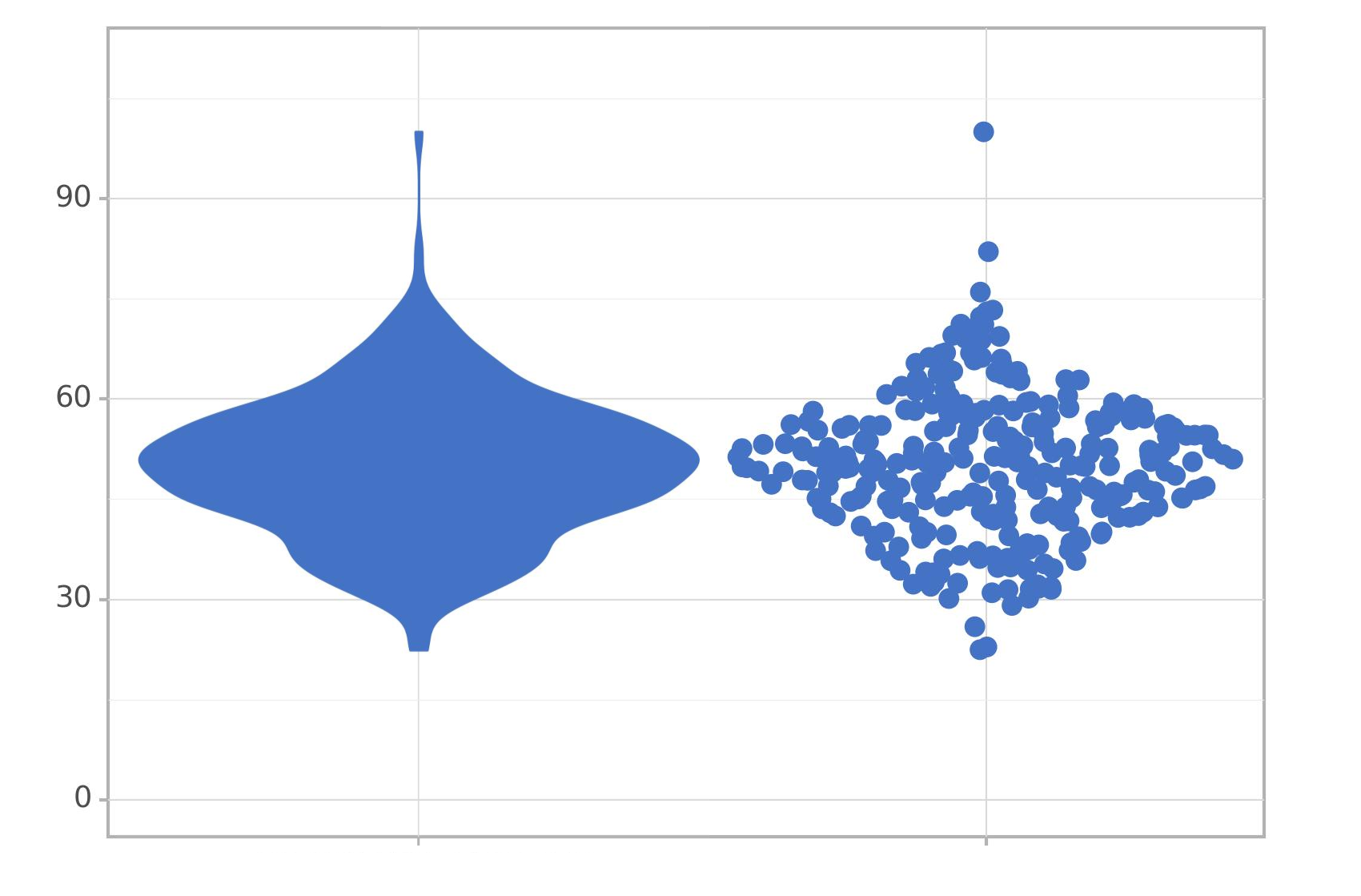
Wykres skrzypcowy (po lewej) i wykres sina (po prawej) dla tej samej próbki.

Wykres sina albo wykres Siny (ang. sina plot) – rodzaj diagramu, na którym dane liczbowe są przedstawiane za pomocą punktów rozłożonych w taki sposób, żeby szerokość rozkładu punktów była proporcjonalna do wartości estymatora jądrowego gęstości. Wykresy sina są podobne do wykresów skrzypcowych, przy czym wykresy skrzypcowe przedstawiają estymator jądrowy gęstości, zaś wykresy sina przedstawiają poszczególne obserwacje w postaci punktów. W niektórych sytuacjach wykresy sina mogą być lepsze od wykresów skrzypcowych, ponieważ przekazują więcej informacji.
Termin „sina plot” ma na celu uznanie wkładu Siny Hadi Sohi, studenta Uniwersytetu Kopenhaskiego. Sina stworzył pierwszy kod, który naukowcy na uniwersytecie wykorzystali do wygenerowania tych wykresów.
Tworzenie wykresów sina jest możliwe z wykorzystaniem pakietów w popularnych językach programowania, w szczególności:
- biblioteki ggplot2 języka programowania R używanej razem z pakietem ggforce[5],
- biblioteki sinaplot w R[6],
- biblioteki plotnine w Pythonie[7].

## Zobacz także
- Wykres skrzypcowy
- Wykres pudełkowy